# Lijst van voetbalinterlands Botswana - Mali (vrouwen)
Deze lijst van voetbalinterlands is een overzicht van alle officiële voetbalinterlands tussen de nationale vrouwenteams van Botswana en Mali. De landen hebben tot nu toe één keer tegen elkaar gespeeld. 

## Wedstrijden
| № | Plaats  | Datum            | Competitie        | Wedstrijd       | Uitslag |
| - | ------- | ---------------- | ----------------- | --------------- | ------- |
| 1 | Tétouan | 30 november 2024 | Vriendschappelijk | Botswana − Mali | 1 − 0   |

## Samenvatting
| Competitie        | Totaal gespeeld | Winst Botswana | Gelijk | Winst Mali | Doelsaldo Botswana – Mali |
| ----------------- | --------------- | -------------- | ------ | ---------- | ------------------------- |
| Vriendschappelijk | 1               | 1              | 0      | 0          | 1 − 0                     |
| Totaal            | 1               | 1              | 0      | 0          | 1 − 0                     |